# Sabinus von Canusium

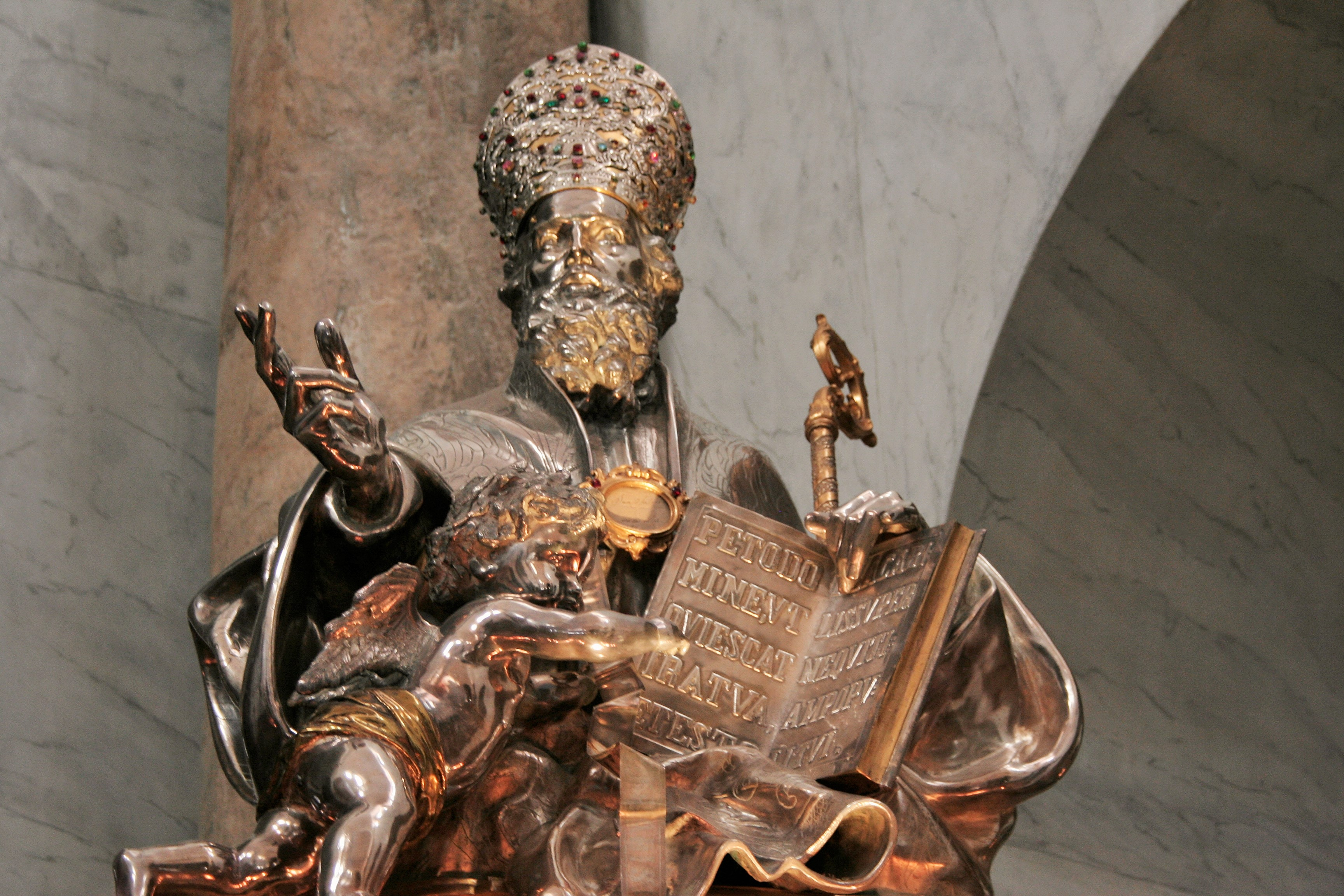
Büste des Heiligen Sabinus (Kathedrale des Heiligen Sabinus, Canosa di Puglia)

Sabinus von Canusium (auch Sabinus von Canosa; * in Canosa, Apulien, Italien; † 2. Februar 566 ebenda) war Bischof von Canosa.

## Leben
Er wurde 514 Bischof von Canusium als Nachfolger von Memor und war dies bis zu seinem Tod 52 Jahre lang. Er war Benediktinermönch und päpstlicher Legat. 531 nahm Sabinus an der Synode in Rom teil, 535 reiste er im Auftrag von Papst Agapitus I. nach Konstantinopel.

## Ehrungen
Ihm sind zwei Kirchen geweiht, die Kathedrale von Bari und San Sabino (Canosa di Puglia). Er ist Schutzpatron von Torremaggiore.